# Josef Galus
Josef Galus (7. března 1941 – 15. září 1952 řeka Morava, nedaleko Devína) byl chlapec, který byl zastřelen československou pohraniční stráží během toho, co se plavil v dřevěném voru na řece Moravě v blízkosti hranice s Rakouskem.
Narodil se v roce 1941. V době své smrti byl žákem obecné školy v Bratislavě, když navštěvoval její pátou třídu.

## Úmrtí na státní hranici
Dne 15. září 1952 přišel Galus do místního kamenolomu v Devíně. Poté se v něm začal plavit na prkenném voru, který sestavil, přičemž v plavbě pokračovat na řece Moravě. Ta ale v oblasti tvořila hraniční pásmo mezi Československem a Rakouskem, které bylo součástí železné opony. Asi v poledne si chlapce na voru všimla ze vzdálenosti osmi set metrů hlídka Pohraniční stráže. Vyzvala jej, aby plavidlo zastavil, na což hoch nereagoval. Poté po něm spustila palbu z kulometu. Poté, co chlapec začal plavat na rakouskou stranu hranice, po něm začalo sedm pohraničníků střílet kromě kulometu také z pušek a samopalů. Jedna z kulometných střel chlapce zasáhla do hlavy, čímž zřejmě došlo k okamžité smrti. Dohromady došlo k vystřelení více než dvou set nábojů, z toho 140 pocházelo z kulometu. Chlapcovo tělo bylo v vody vyloveno po několika hodinách.